# Ojuelaïta
La'ojuelaïta és un mineral de la classe dels fosfats, que pertany al grup de l'arthurita. Va ser anomenada en honor de la seva localitat tipus: la mina Ojuela, a Mapimí (Estat de Durango, Mèxic).

## Característiques
L'ojuelaïta és un fosfat de fórmula química ZnFe3+
2(AsO₄)₂(OH)₂(H₂O)₄. Cristal·litza en el sistema monoclínic en forma de cristalls o fibres aciculars, allargades paral·lement a [001], de fins a 4mm, comunament en branques divergents. La seva duresa a l'escala de Mohs és 3.
Segons la classificació de Nickel-Strunz, l'ojuelaïta pertany a «08.DC: Fosfats, etc, només amb cations de mida mitjana, (OH, etc.):RO₄ = 1:1 i < 2:1» juntament amb els següents minerals: nissonita, eucroïta, legrandita, strashimirita, arthurita, earlshannonita, whitmoreïta, cobaltarthurita, bendadaïta, kunatita, kleemanita, bermanita, coralloïta, kovdorskita, ferristrunzita, ferrostrunzita, metavauxita, metavivianita, strunzita, beraunita, gordonita, laueïta, mangangordonita, paravauxita, pseudolaueïta, sigloïta, stewartita, ushkovita, ferrolaueïta, kastningita, maghrebita, nordgauïta, tinticita, vauxita, vantasselita, cacoxenita, gormanita, souzalita, kingita, wavel·lita, allanpringita, kribergita, mapimita, ogdensburgita, nevadaïta i cloncurryita.

## Formació i jaciments
L'ojuelaïta és un mineral rar que es forma en la zona oxidada de dipòsits minerals hidrotermals polimetàl·lics rics en arsènic. Va ser descoberta a la mina Ojuela, a Mapimí (Estat de Durango, Mèxic). També ha estat descrita a múltiples indrets de Liorna (Àtica, Grècia), altres indrets de Mèxic, la mina Tsumeb (Oshikoto, Namíbia) i la mina Sterling (Comtat de Sussex, Nova Jersey, Estats Units).
Sol trobar-se associada a altres minerals com: paradamita, escorodita, smithsonita, tennantita i goethita.